# Mary Chind-Willie
Mary Chind-Willie (née Mary Chind le 29 mai 1967) est une photographe américaine, lauréate du prix Pulitzer de la photographie d'actualité en 2010.

## Biographie
Chind-Willie est née le 29 mai 1967 à Stevens Point dans l'état du Wisconsin aux États-Unis. Elle est titulaire d'un baccalauréat universitaire en beaux-arts obtenu en 1989 à l'université du Wisconsin à Stevens Point, avec une spécialité en design et en communication. Aujourd'hui, elle vit dans une ancienne ferme à Altoona dans l'état de l'Iowa avec son mari Troy Willie.

## Carrière
Chind-Willie est une photographe indépendant travaillant dans l'Iowa. En 1999, elle rejoint le quotidien Des Moines Register où elle travaillera jusqu'en 2014. Auparavant, elle travaillait pour d'autres journaux comme le The Sierra Vista Herald et le Tucson Citizen.

## Récompenses
Alors qu'elle travaille le Des Moines Register, Chind-Willie reçoit en 2010 le prix Pulitzer de la photographie d'actualité pour un cliché montrant un ouvrier du bâtiment, Jason Oglesbee, tentant de sauver Patricia Ralph-Neely d'une rivière en crue,. La commission Pulitzer décrit cette photographie comme « un moment à couper le souffle où un sauveteur balançant au bout d'un harnais de fortune tente de sauver une femme piégée dans des eaux tumultueuses sous un barrage ».